# Кандалакша (станция)
Кандала́кша — железнодорожная станция Мурманского отделения Октябрьской железной дороги, расположенная в черте города Кандалакша.

## История
Строительство железной дороги в районе Кандалакши, являвшейся частью Мурманской железной дороги, началось весной 1915 года. В июне 1915 года был открыт Кандалакшский порт и на пароходе «Сверре» в него прибыли американские грузы для строительства железной дороги. 15 ноября 1916 года дорога была сдана во временную эксплуатацию. Первоначально депо и станция Кандалакша были построены в районе порта. Железнодорожный поселок близ станции получил название Тысячные Бараки, поскольку располагался в районе верстового столба с указателем расстояния от Петрограда до Кандалакши в тысячу верст.
Позднее железнодорожная станция была перенесена севернее по ходу железной дороги на Мурманск приблизительно на три версты, дав название образовавшемуся у станции посёлку Третья Верста.
Станция электрифицирована в 1935 году в составе участка Кандалакша — Апатиты — Кировск-Мурманский постоянным током, напряжением 3 кВ. В 2001 году станция переведена на переменный ток с напряжением 25 кВ.
В третьем квартале 2011 года железнодорожная станция Кандалакша решением правления РЖД награждена дипломом первой степени за достигнутые высокие показатели в отраслевом соревновании.

## Движение поездов
| Пригородный | Апатиты — Кандалакша |
| Пригородный | Ковдор — Кандалакша  |
| Пригородный | Кандалакша — Лоухи   |

| Круглогодичное обращение поездов | Круглогодичное обращение поездов | Круглогодичное обращение поездов | Круглогодичное обращение поездов |
| № поезда                         | Маршрут движения                 | № поезда                         | Маршрут движения                 |
| -------------------------------- | -------------------------------- | -------------------------------- | -------------------------------- |
| 15 «Арктика»                     | Мурманск — Москва                | 16 «Арктика»                     | Москва — Мурманск                |
| 21                               | Мурманск — Санкт-Петербург       | 22                               | Санкт-Петербург — Мурманск       |
| 65                               | Мурманск — Минск                 | 66                               | Минск — Мурманск                 |
| 91                               | Мурманск — Москва                | 92                               | Москва — Мурманск                |
| 373                              | Мурманск — Вологда               | 374                              | Вологда — Мурманск               |

| Сезонное обращение поездов | Сезонное обращение поездов | Сезонное обращение поездов | Сезонное обращение поездов |
| № поезда                   | Маршрут движения           | № поезда                   | Маршрут движения           |
| -------------------------- | -------------------------- | -------------------------- | -------------------------- |
| 225                        | Мурманск — Адлер           | 226                        | Адлер — Мурманск           |
| 241                        | Мурманск — Москва          | 242                        | Москва — Мурманск          |
| 285                        | Мурманск — Новороссийск    | 286                        | Новороссийск — Мурманск    |
| 293                        | Мурманск — Анапа           | 294                        | Анапа — Мурманск           |

## Локомотивное депо
На станции Кандалакша находится самое крупное депо за полярным кругом. Оно оснащено электровозами 2ЭС5К, 3ЭС5К и  ЭП1. Тяговым плечом депо является вся Мурманская область и большая часть Карелии. Электровозы работают на участке Мурманск — Свирь.